# Obrium takahashii
Obrium takahashii là một loài bọ cánh cứng trong họ Cerambycidae.